# گارد امنیتی تفنگداران دریایی
گارد امنیتی تفنگداران دریایی (انگلیسی: Marine Security Guard) سازمانی در حد تیپ از سپاه تفنگداران دریایی ایالات متحده آمریکا که یگان‌های آن امنیت سفارتخانه‌ها، کنسولگری‌ها و سایر دفاتر رسمی دولت ایالات متحده، مانند نمایندگی ایالات متحده در ناتو در بروکسل، بلژیک را تأمین می‌کنند.
نیروی تفنگداران دریایی ایالات متحده سابقه طولانی در همکاری با وزارت امور خارجه ایالات متحده دارد که پست‌های دیپلماتیک کشور را اداره می‌کند. تفنگداران دریایی در مأموریت‌های ویژه به‌عنوان پیک، نگهبان سفارتخانه‌ها و هیئت‌ها و امنیت شهروندان آمریکایی در مرزها خدمت کرده‌اند. نمونه‌های قابل توجه شامل درگیری‌ها در درنا و طرابلس، مأموریت مخفی آرچیبالد اچ. گیلسپی در جنگ آمریکا و مکزیک و اقدامات در طول شورش مشت‌زن‌ها است.
با این حال، استفاده رسمی و دائمی از تفنگداران دریایی به عنوان نگهبان امنیتی با قانون خدمات خارجی سال ۱۹۴۶ آغاز شد که به وزیر نیروی دریایی ایالات متحده اجازه داد، بنا به درخواست وزیر امور خارجه، تفنگداران دریایی را به عنوان نگهبان تحت نظارت افسر ارشد دیپلماتیک در یک پست دیپلماتیک منصوب کند. طبق این قانون، اولین تفاهم‌نامه مشترک بین وزارت نیروی دریایی و وزارت امور خارجه در ۱۵ دسامبر ۱۹۴۸ در مورد مفاد اعزام تفنگداران دریایی به خارج از کشور امضا شد. اولین تفنگداران دریایی که در ابتدا در مؤسسه خدمات خارجی آموزش دیده بودند، در اوایل سال ۱۹۴۹ به طنجه و بانکوک رسیدند؛ سپاه تفنگداران دریایی از نوامبر ۱۹۵۴ مسئولیت آموزش اولیه را بر عهده گرفته است.
اختیار اعطا شده در قانون خدمات خارجی ۱۹۴۶ از آن زمان با لایحه ۸۱۸۳ قانون ۱۰ ایالات متحده جایگزین شده است و جدیدترین تفاهم‌نامه در اکتبر ۲۰۲۰ امضا شده است. بودجه این سپاه برای آموزش و نگهداری کادر محدودی از نگهبانان برای پوشش بیش از ۱۰۰ سفارتخانه در سراسر جهان در نظر گرفته شده است.